# Kashtiliash I
Kashtiliash I nacido en 1704 y muerto en 1683 A.C. , fue rey de los casitas de Khana (Mari y Terqa). Fue hijo y sucesor de Agum I. Dejó dos hijos que llegaron a reinar: Ushi i Abirattash. Su reinado fue probablemente posterior al 1700 a. C.